# Oak Hill (West Virginia)
Oak Hill is een plaats (city) in de Amerikaanse staat West Virginia, en valt bestuurlijk gezien onder Fayette County.

## Demografie
Bij de volkstelling in 2000 werd het aantal inwoners vastgesteld op 7589.
In 2006 is het aantal inwoners door het United States Census Bureau geschat op 7272, een daling van 317 (-4,2%).

## Geografie
Volgens het United States Census Bureau beslaat de plaats een oppervlakte van
12,5 km², geheel bestaande uit land. Oak Hill ligt op ongeveer 544 m boven zeeniveau.

## Plaatsen in de nabije omgeving
De onderstaande figuur toont nabijgelegen plaatsen in een straal van 16 km rond Oak Hill.